# 六痂虎耳草
六痂虎耳草（学名：Saxifraga haplophylloides），为虎耳草科虎耳草属下的一个植物种。